# Welega

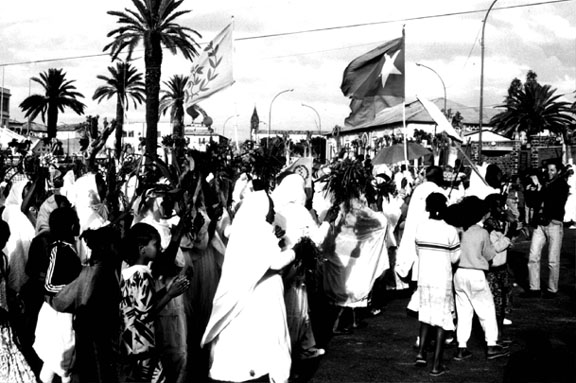
Valdeltagare i staden Dembi Dolo under distrikts- och provinsvalen i Welega 1992.

Welega är ett område i västra Etiopien som fram till 1995 utgjorde en egen provins. Provinshuvudstad var Nekemte. Områdets namn kommer från Welega Oromo-folket, en oromotalande folkgrupp som regionens största.
Den administrativa provinsen Welega som skapades efter befrielsen från Italien 1941 innefattade förutom det historiska Welega också områdena Asosa, Beni Shangul, Leqa Nekemte, Leqa Qellam och Sibu. Från och med 1996 är Welega delat mellan regionerna Benishangul-Gumuz och Oromia.